# 格爾達尼鄉
47°33′N 23°19′E / 47.550°N 23.317°E
格爾達尼鄉（羅馬尼亞語：Comuna Gârdani, Maramureș），是羅馬尼亞的鄉份，位於該國西北部，由馬拉穆列什縣負責管轄，面積22平方公里，海拔高度159米，2007年人口1,624，人口密度每平方公里75人。